# Kathrin Röggla

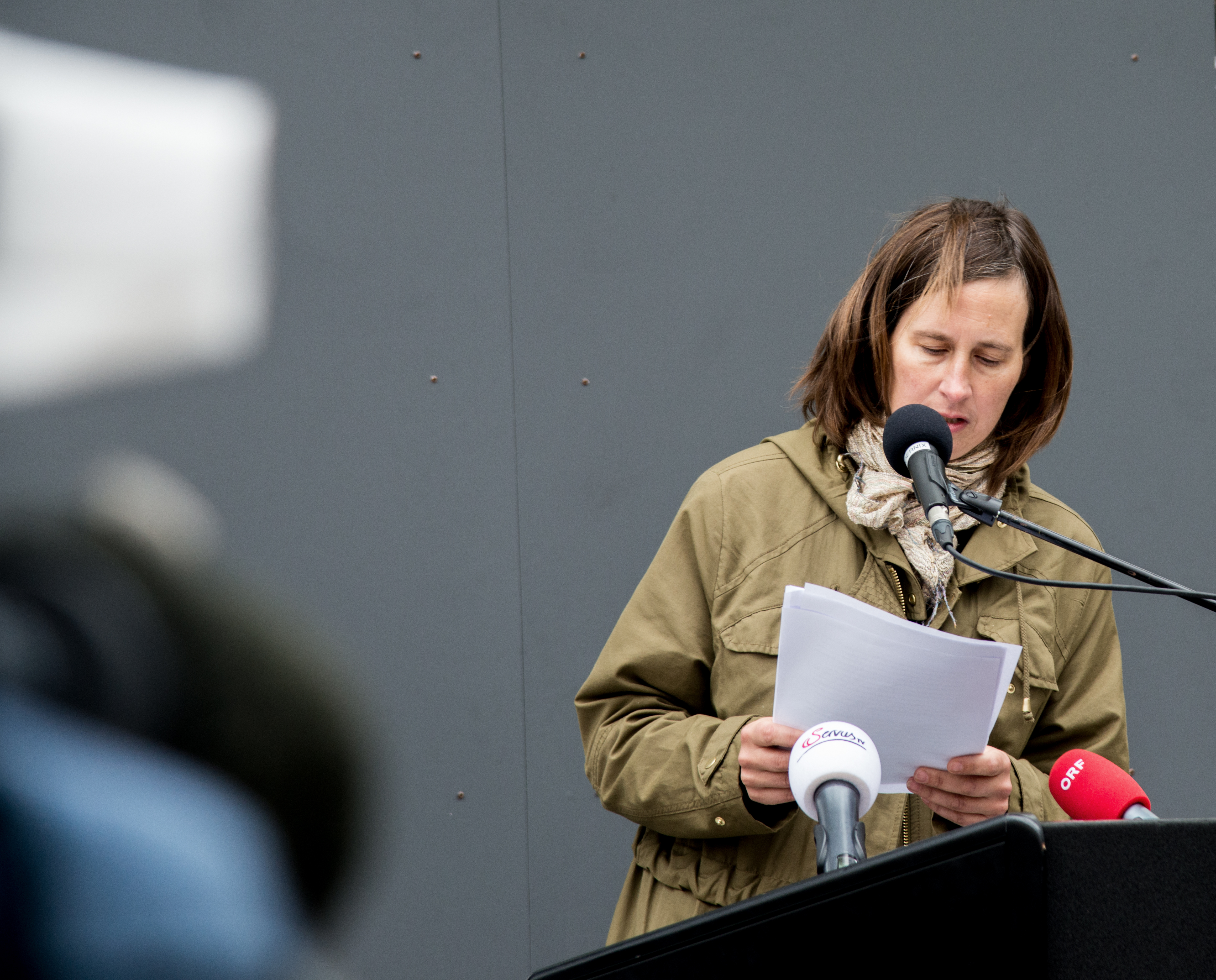
Kathrin Röggla

Kathrin Röggla (* 14. června 1971, Salcburk) je rakouská spisovatelka, žijící v Berlíně. Platí za literátku, v jejímž díle se odráží jak politická, tak i vysoce morální stránka věci.

## Život a dílo
V roce 1989 započala studium germanistiky a žurnalistiky v rodném Salcburku, v kterém pokračovala i v roce 1992, tj. po jejím přechodu do Berlína, kde také v roce 1999 studium úspěšně ukončila. Ze Salcburku odešla, protože chtěla žíti ve velkoměstě, např. v New Yorku, nakonec se usadila i kvůli jazykové příbuznosti v Berlíně.
V roce 1995 uveřejnila svoji literární prvotinu Niemand lacht rückwärts. Jako literátka, vyrůstající na textech tzv. Vídeňské skupiny, oslovená rakouským básníkem a dramatikem Ernstem Jandlem, se věnuje jak psaní prozaických útvarů, tak i divadelních a rozhlasových her.

### Literární ocenění (výběr)
- 2021 – Cena Franze Nabla
- 2016 – tzv. širší nominace na Rakouskou knižní cenu za prozaické dílo Nachtsendung: Unheimliche Geschichten[11]
- 2012 – Cena Arthura Schnitzlera
- 2008 – Cena Antona Wildganse[12]
- 2005 – Solothurnská literární cena
- 2005 – Cena Bruna Kreiského za politickou knihu[13]